# Homalanthus novoguineensis
Homalanthus novoguineensis är en törelväxtart som först beskrevs av Otto Warburg, och fick sitt nu gällande namn av Karl Moritz Schumann. Homalanthus novoguineensis ingår i släktet Homalanthus och familjen törelväxter. Inga underarter finns listade i Catalogue of Life.